# 6487 Tonyspear
6487 Tonyspear (1991 GA1) là một tiểu hành tinh bay qua Sao Hỏa được phát hiện ngày 8 tháng 4 năm 1991 bởi E. F. Helin ở Palomar.